# 聯合國安全理事會第71號決議
聯合國安理會第71號決議是1949年7月27日在聯合國安全理事會第432次會議通過的。聯合國大會向安理會詢問列支敦士登成為國際法院當事國的所需條件，這項決議建議若列支敦士登接受有關當事國的規定、接受聯合國憲章第九十四條上的會員國義務、答應承擔堂費，並得到其本國政府的批准，就能成為國際法院的當事國。
該決議在烏克蘭蘇維埃社會主義共和國和蘇聯棄權下，以9票對0票通過。

## 外部連結
- 71號決議全文